# مدلین ماری نوبس
مدلین ماری نوبس (زادهٔ ۱۴ دسامبر ۱۹۱۴ – درگذشته در ۱۰ دسامبر ۱۹۷۰) یک مهندس خدمات ساختمانی بود که مسئول بازسازی و ارائه خدمات در اولد بیلی لندن پس از جنگ جهانی دوم بود. او همچنین رئیس انجمن مهندسان زن بین سال‌های ۱۹۵۹ تا ۱۹۶۰ بود.

## زندگی
نوبس کار خود را به عنوان تندنویس آغاز کرد، اما احساس می‌کرد که این شغل، شغل مناسبی برای او نیست. پدر او، والتر ویلیام نوبس، مهندس معروف گرمایش و تهویه در لندن بود که در بسیاری از ساختمان‌های لندن کار کرده بود. از جمله کارهای پدر او می‌توان به کانتی‌هال لندن که ساختمانی برای شورای شهر لندن بود، اشاره کرد. پدر مدلین مهندس سیستم‌های تهویه مقر انجمن سلطنتی معماران بریتانیا و مقر انجمن مهندسان برق انگلستان در ساوی هیل بود. او همچنین رئیس انجمن مهندسان گرمایش و تهویه در سال ۱۹۲۰ بود و پدربزرگ او نیز مهندس عمران بود. این تاریخچه خانوادگی و اعتقاد به اینکه استعدادهای شخصی او در ریاضیات و هندسه نهفته است، موجب شد که مدلین، پس از خواندن کتابی دربارهٔ طراحی فنی، اعلام کند که می‌خواهد مهندس شود. پدرش تا حدی شک و تردید داشت، زیرا نگران بود که رشته مهندسی برای پیشرفت دخترش مناسب نباشد. با این حال، پس از آن که مادر او (فرانکواز لئونیه تبلو) با آدریا بوکانا، نخستین زن عضو انجمن مهندسان گرمایش و تهویه، ملاقات کرد، مداخله کرد و به شوهرش گفت: نمی‌تواند از حمایت از آرزوهای دخترش امتناع کند.
مدلین یک شرکت مهندسان گرمایش و تهویه را متقاعد کرد که او مناسب دفتر طراحی است، جایی که به عنوان یک ترسیم‌گر شروع به کار کرد. تحصیلات او در پلی‌تکنیک به او این امکان را داد که به کارهای گرمایش و تهویه در یک دفتر معماری بپردازد. کار او در آن دفتر برآورد هزینه و نظارت بر نصب بود.
در طول جنگ جهانی دوم، او طراحی پناهگاه هوایی، کارخانه‌ها و تهویه قایق‌ها را انجام داد. در اوقات فراغت خود، او آمبولانس می‌راند. او به انجام انواع مختلفی از کارها پرداخت که به او تجربه عملی در کارگاه‌ها و مراکز مختلف را داد تا اینکه به عنوان یک مهندس کاملاً واجد شرایط شد و در سال ۱۹۴۵ به عنوان نایب رئیس وارد شرکت پدرش شد. پدر او در سال ۱۹۵۱ در حین انجام یک پروژه بزرگ برای بازسازی دادگاه جنایی مرکزی، اولد بیلی پس از خسارات جنگی درگذشت، بنابراین مدلین به مقام مدیر ارشد در شرکت پرکینز و والدین، ارتقا یافت و اداره شرکت را به عهده گرفت و قرارداد را تکمیل کرد.

## جامعه مهندسان زن
او در سال ۱۹۴۱ به جامعه مهندسان زن پیوست و خیلی سریع در شورای آن فعال شد، ریاست شاخه لندن را از سال ۱۹۵۰ تا ۱۹۵۲ بر عهده داشت و در سال ۱۹۵۹ به ریاست جامعه رسید. او جانشین مارجوری بل در این سمت شد و به نوبه خود جای خود را به ایزابل هاردویچ داد. او مقالات زیادی در زمینه تهویه و گرمایش به مجله مهندسان زن ارائه داد و به عنوان عضو کامل چندین نهاد مهندسی دیگر نیز فعال بود.
اگرچه او نتوانست در اولین کنفرانس بین‌المللی مهندسان و دانشمندان زن (ICWES) در نیویورک در سال ۱۹۶۴ شرکت کند، اما یک گزارش بسیار دقیق از مهندسان زن در بریتانیا برای این کنگره تهیه کرد. کار او در بررسی انجمن مهندسان عمران در سال ۱۹۷۱ منتشر شد.

## زندگی شخصی
نوبس در سال ۱۹۶۱ با دنیس مودی، که او نیز مهندس بود، ازدواج کرد. پس از مرگ مودی، او توجه خود را به پروژه‌های بزرگ ساختمانی معطوف کرد تا یک انبار قدیمی را در ایپسدن، آکسفوردشایر به خانه تبدیل کند و بیشتر کارها را خود انجام داد. نوبس در سال ۱۹۷۰ در سن ۵۶ سالگی به‌طور ناگهانی درگذشت.